# Free beer

Flasketikett

Free beer är ett öl vars recept är licensierat enligt open source-licensen Creative Commons ShareAlike. Idén, ursprungligen framtagen av konstnärskollektivet Superflex vid Köpenhamns IT-universitet, går ut på att grundreceptet och varumärket fritt får modifieras och användas, så länge som Superflex och Bryggeriet Skands attribueras.